# البشیریه
البشیریه (به عربی: البشیریة) یک روستا در سوریه است که در ناحیه مرکزی جسر الشغور واقع شده‌است. البشیریه ۲٬۴۹۰ نفر جمعیت دارد.